# Steve Patrick
Stephen „Steve“ Gary Patrick junior (* 4. Februar 1961 in Winnipeg, Manitoba) ist ein ehemaliger kanadischer Eishockeyspieler. Von 1980 bis 1986 absolvierte der rechte Flügelstürmer 250 Spiele für die Buffalo Sabres, New York Rangers und Nordiques de Québec in der National Hockey League.

## Karriere
Steve Patrick spielte in seiner Jugend unter anderem für die St. James Canadians in der Manitoba Junior Hockey League, bevor er während der Saison 1978/79 zu den Brandon Wheat Kings in die Western Hockey League (WHL) wechselte und mit dem Team am Ende der Spielzeit die Playoffs um den President’s Cup gewann. In der Saison 1979/80 kam der Angreifer auf 66 Scorerpunkte in 71 Spielen und wurde anschließend im NHL Entry Draft 1980 an 20. Position von den Buffalo Sabres ausgewählt. Vorerst kehrte Patrick jedoch zu den Wheat Kings zurück und kam dabei auf einen Punkteschnitt von deutlich über 1,0, bevor er im November 1980 sein Debüt für die Sabres in der National Hockey League (NHL) gab.
In Summe verbrachte Patrick knapp vier Jahre in der Organisation der Buffalo Sabres, wobei er hauptsächlich in der NHL und gelegentlich bei den Rochester Americans in der American Hockey League (AHL) zum Einsatz kam. Im Dezember 1984 gaben ihn die Sabres samt Jim Wiemer an die New York Rangers ab und erhielten im Gegenzug Chris Renaud und Dave Maloney. In New York war der Kanadier allerdings nur etwas mehr als ein Jahr aktiv, bis ihn die Rangers im Februar 1986 im Tausch für Wilf Paiement an die Nordiques de Québec abgaben. In Québec beendete Patrick die Spielzeit, bevor er im September 1986 das Ende seiner aktiven Karriere bekanntgab und in das Unternehmen seines Vaters einstieg, das in der Immobilienwirtschaft tätig war und das er später übernahm.
Insgesamt absolvierte Patrick 250 NHL-Spiele und kam dabei auf 108 Scorerpunkte. Er ist Ehrenmitglied (honoured member) der Manitoba Hockey Hall of Fame.

## Erfolge und Auszeichnungen
- 1979 President’s-Cup-Gewinn mit den Brandon Wheat Kings

## Karrierestatistik
(Legende zur Spielerstatistik: Sp oder GP = absolvierte Spiele; T oder G = erzielte Tore; V oder A = erzielte Assists; Pkt oder Pts = erzielte Scorerpunkte; SM oder PIM = erhaltene Strafminuten; +/− = Plus/Minus-Bilanz; PP = erzielte Überzahltore; SH = erzielte Unterzahltore; GW = erzielte Siegtore; 1 Play-downs/Relegation; Kursiv: Statistik nicht vollständig)

## Familie
Sein Sohn Nolan Patrick ist und sein jüngerer Bruder James Patrick war ebenfalls professioneller Eishockeyspieler. Sein Vater Stephen Patrick spielte für die Winnipeg Blue Bombers in der Canadian Football League und war später Abgeordneter der Legislativversammlung von Manitoba.
Mit der ebenfalls aus der NHL bekannten Familie „Patrick“ um Lester, Lynn und Craig Patrick ist er allerdings nicht verwandt.